# Beania farreae
Beania farreae är en mossdjursart som beskrevs av Liu 1982. Beania farreae ingår i släktet Beania och familjen Beaniidae. Inga underarter finns listade i Catalogue of Life.